# SendEmail
SendEmail est un programme d'envoi de courriels via SMTP. Il est utilisé pour envoyer des courriels via la ligne de commande et peut donc être facilement utilisé dans d'autres applications ou scripts. Il est écrit en Perl et est distribué conformément à la Licence GPL.
Tous les champs des courriels envoyés (tel l'expéditeur, les destinataires, le corps du message, ...) sont spécifiés comme arguments de la ligne de commande comme les paramètres généraux d'envois (serveur SMTP, identifiant, mot de passe, ...).
SendEmail a été écrit par Brandon Zehm.

## Plateformes supportées
- Linux
- BSD
- Mac OS X
- Windows 98
- Windows NT
- Windows 2000
- Windows XP